# Kapela sv. Petra i Pavla (Cerje Pokupsko)
Kapela sv. Petra i Pavla je rimokatolička građevina u mjestu Cerje Pokupsko, općina Pokupsko.

## Opis
Kapela sv. Petra i Pavla sagrađena je 1932. godine na mjestu starije drvene kapele iz 18. stoljeća. Riječ je o jednobrodnoj građevini pravokutnoga tlocrta zaključenoj peterostranim svetištem (dimenzije cca 12,5x7 m). Kapela je građena hrastovim planjkama na betonskim temeljima, a grede su međusobno povezane na tzv. „nemške vugle“. Ispred ulaza izveden je plitki trijem na tankim izrezbarenim drvenim stupovima povezanima ukrasnim motivom, tzv. „frizom na proboj“. Unutrašnjost kapele svođena je koritastim svodom ravnoga tjemena. Od crkvenoga inventara sačuvan je skroman drveni oltar iz 18. stoljeća, vjerojatno prenesen iz stare kapele. Ova kapela predstavlja vrijedan primjer drvene sakralne arhitekture, a njezina uklopljenost u pejzažni kontekst pridonosi stvaranju skladnoga i visoko valoriziranoga mikroambijenta.

## Zaštita
Pod oznakom Z-6325 zavedena je kao nepokretno kulturno dobro - pojedinačno, pravna statusa zaštićena kulturnog dobra, klasificirano kao "sakralna graditeljska baština".